# Apotinocerus
Apotinocerus is een vliegengeslacht uit de familie van de roofvliegen (Asilidae).

## Soorten
- A. brevistylatus (Wulp, 1882)